# NOV Inc.
NOV Inc. (NYSE: NOV) (tidligere National Oilwell Varco) er en amerikansk multinational virksomhed med hovedkvarter i Houston, Texas. Virksomheden fremstiller udstyr og komponenter til brug i olieindustrien, det inkluderer udstyr til boring efter olie og gas, olieproduktion, oliefeltservices, og transport af olie og gas. NOV er inddelt i tre divisioner: Rig Technologies, Wellbore Technologies og Completion & Production Solutions.
NOV's to forgængere, Oilwell Supply og National Supply, blev etableret i henholdsvis 1862 og 1893.